# Норвегия на летних Олимпийских играх 1960
Норвегия принимала участие в Летних Олимпийских играх 1960 года в Риме (Италия) в двенадцатый раз за свою историю, и завоевала одну золотую медаль.

## Медалисты
| Медаль | Спортсмен                       | Вид спорта     | Дисциплина                |
| ------ | ------------------------------- | -------------- | ------------------------- |
| Золото | Педер Лунде мл. Бьёрн Бергвалль | Парусный спорт | Класс «Летучий голландец» |

## Результаты олимпийской сборной Норвегии

### Парусный спорт
Спортсменов — 2
| Класс             | Спортсмены                      | Гонка | Гонка | Гонка | Гонка | Гонка | Гонка | Гонка | Очки | Место |
| Класс             | Спортсмены                      | 1     | 2     | 3     | 4     | 5     | 6     | 7     | Очки | Место |
| ----------------- | ------------------------------- | ----- | ----- | ----- | ----- | ----- | ----- | ----- | ---- | ----- |
| Летучий голландец | Педер Лунде мл. Бьёрн Бергвалль | 2     | 2     | 10    | 5     | 1     | 3     | 10    | 6774 | 1     |